# Левашовка (Кемеровская область)
Левашо́вка — село в Ижморском районе Кемеровской области России. Входит в состав муниципального округа Ижморский район.

## География
Центральная часть населённого пункта расположена на высоте 149 метров над уровнем моря.

## История
До 2019 года  входил в состав Святославского сельского поселения. 

## Население
| 2010 |
| ---- |
| 55   |

Гендерный состав
По данным Всероссийской переписи населения 2010 года, в селе Левашовка проживает 55 человек (30 мужчин, 25 женщин).

## Известные жители
Алишевец, Мария Михайловна (23 мая 1929, с. Левашовка, Ижморский район, Томский округ, Сибирский край, СССР) — звеньевая колхоза «Анжерский» Министерства совхозов СССР, Герой Социалистического Труда (1950).

## Инфраструктура
Действовал в советское время колхоз «Луч».